# 부등식
수학에서 부등식(不等式, 영어: inequality, 문화어: 안같기식)은 두 수 또는 식에 대한 크기를 비교하는 식이다. 부등식은 두 개의 수 및 두 개의 식 사이의 부등호(不等號, 영어: inequality sign)로 구성된다.
예를 들어, {\displaystyle a>b}는 {\displaystyle a}가 {\displaystyle b}보다 크다는 뜻이다. 반대로, {\displaystyle a<b}는 a가 b보다 작다는 뜻이다. {\displaystyle \leq }와 {\displaystyle \geq }는 부등호에 등호를 합친 것으로, 두 수가 같은 경우를 포함하는 부등호이다. 즉, {\displaystyle a\leq b}는 {\displaystyle a<b} 또는 {\displaystyle a=b}를 나타내며 {\displaystyle a\geq b}는 {\displaystyle a>b} 또는 {\displaystyle a=b}를 나타낸다.
여러 값을 비교할 때에는 {\displaystyle a<b<c}와 같이 여러 부등식을 잇기도 한다. 예시로 {\displaystyle a<b<c}는 {\displaystyle a<b}이며 {\displaystyle b<c}인 것을 줄여 쓴 것으로 {\displaystyle a<c}이기도 하다.

## 정의
실수 집합 {\displaystyle \mathbb {R} }에서, 두 실수 {\displaystyle a,b\in \mathbb {R} }에 대한 부등식은 다음과 같다.
| 부등식                  | 읽기                                                | 무변수 실례                                       | 절대 부등식 실례                                       |
| ----------------------- | --------------------------------------------------- | ------------------------------------------------- | ------------------------------------------------------ |
| {\displaystyle a\neq b} | {\displaystyle a}가 {\displaystyle b}와 같지 않다   | {\displaystyle 1\neq 2} {\displaystyle 2.5\neq 3} | {\displaystyle x^{2}\neq -1\qquad (x\in \mathbb {R} )} |
| {\displaystyle a>b}     | {\displaystyle a}가 {\displaystyle b}보다 크다      | {\displaystyle 2>1} {\displaystyle 2.5>2}         | {\displaystyle x^{2}>-1\qquad (x\in \mathbb {R} )}     |
| {\displaystyle a<b}     | {\displaystyle a}가 {\displaystyle b}보다 작다      | {\displaystyle 1<2} {\displaystyle 2<2.5}         | {\displaystyle -1<x^{2}\qquad (x\in \mathbb {R} )}     |
| {\displaystyle a\geq b} | {\displaystyle a}가 {\displaystyle b}보다 작지 않다 | {\displaystyle 2>1} {\displaystyle 2\geq 2}       | {\displaystyle x^{2}\geq 0\qquad (x\in \mathbb {R} )}  |
| {\displaystyle a\leq b} | {\displaystyle a}가 {\displaystyle b}보다 크지 않다 | {\displaystyle 1\leq 2} {\displaystyle 2\leq 2}   | {\displaystyle 0\leq x^{2}\qquad (x\in \mathbb {R} )}  |

## 절대 부등식과 조건 부등식

절대 부등식(絶對不等式)은 모든 변수의 값에 대하여 항상 성립하는 부등식이다. 조건 부등식(條件不等式)은 특정한 범위의 변수의 값 아래에서만 성립하는 부등식이다. 어떤 부등식이 절대 부등식인 것을 보이는 과정을 그 부등식에 대한 증명이라고 한다. 어떤 부등식이 성립할 조건을 구하는 과정을 그 부등식에 대한 풀이라고 한다.
예를 들어, 실수 부등식
{\displaystyle 3x+3>0}
이 성립할 필요 충분 조건은
{\displaystyle x>-1}
이므로, 이는 조건 부등식이다. 실수 부등식
{\displaystyle x^{2}+y^{2}\geq 2xy}
가 성립할 필요 충분 조건은
{\displaystyle x,y\in \mathbb {R} }
이므로, 이는 절대 부등식이다.

## 유명한 부등식
- 코시-슈바르츠 부등식
- 삼각 부등식
- 산술-기하 평균 부등식
- 마르코프 부등식
- 체비쇼프 부등식
- 민코프스키 부등식
- 연립 부등식
- 횔더 부등식

## 역사
토머스 해리엇(영어: Thomas Harriot)이 기호 ‘>’ 및 ‘<’를 도입하였다.:260, §13.3

## 같이 보기
- 이항 관계
- 구간
- 부분 순서 집합
- 관계연산자